# Еммануель-Жозеф Сієс
Еммануе́ль-Жозе́ф Сіє́с, відомий як абат Сієс (фр. Emmanuel Joseph Sieyès, 3 травня 1748 Фрежус — 20 червня 1836), Париж — французький політичний діяч. Член Французької академії та Академії моральних і політичних наук.

## Біографія
Син працівника, навчався в католицькій семінарії в Парижі (цього бажали його рідні, а не він сам). 1774 року отримує сан священика. Стає капеланом мадам Софі — тітки Людовика XVI, а потім генеральним вікарієм у Шартре. Став відомим завдяки брошурі «Essai sur les privilèges» («Есе про привілеї», 1788) і памфлету «Qu'est ce que le tiers-état?» («Що таке третій стан?», 1789). Бере активну участь у Французькій революції.
1789 року обирався депутатом третього стану в Генеральні штати. Брав участь у розробці конституції, нових податків, у створенні Національної гвардії. Брошура Сієса «Reconnaissance et exposition des droits de l'homme et du citoyen» (1789) була попередницею «декларації прав людини».
Відмовляється від запропонованої йому посади єпископа (1791). Вибраний у Конвент. В 1793 віддає голос за страту короля.
Після падіння Робесп'єра член Комітету громадського порятунку. У період з 20 квітня по 4 травня 1795 обіймав посаду голови Конвенту. Від складання конституції III року Сієс відмовився. Відмовляється від вступу в Директорію та посади міністра закордонних справ. Вибраний до Ради п'ятисот (нижньої палати французького законодавчого зібрання), в 1797 стає головою ради.
1798 року він був направлений як посол до Берліну.
1799 року повертається у Францію і стає директором. Підтримує Наполеона Бонапарта в перевороті 18 брюмера. Стає одним з 3 консулів.
Після реставрації 1815 року емігрує до Бельгії. Повертається до Франції після революції 1830 (встановлення Липневої монархії).
Помер 20 червня 1836 року.

## Французька академія
1803 року стає членом Французької академії, але 1815 року був виключений з неї.

## Масонство
Був членом масонської ложі «Дев'ять сестер».